# Ilha Verde (Taiwan)

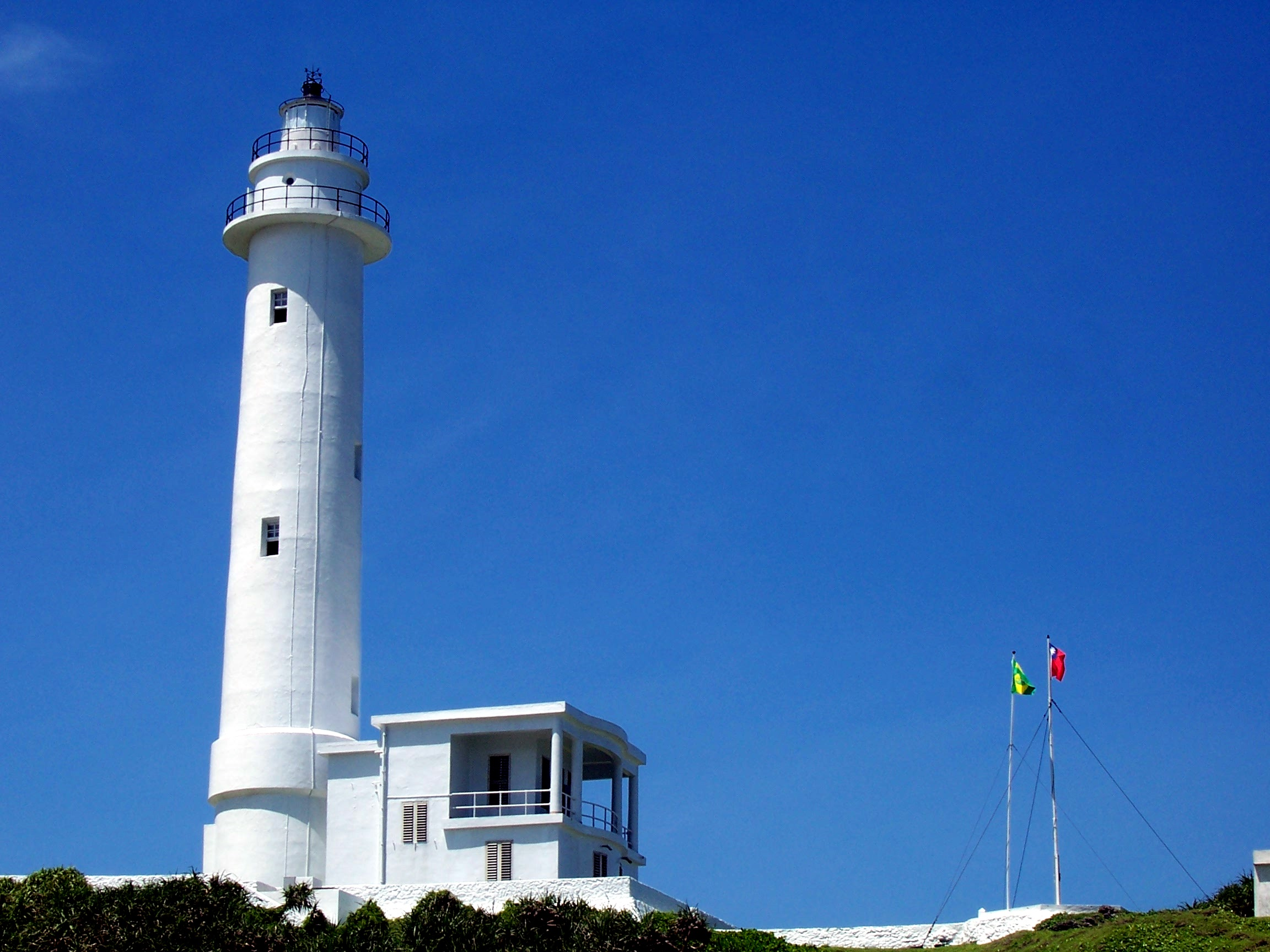
O Farol de Lyudao.

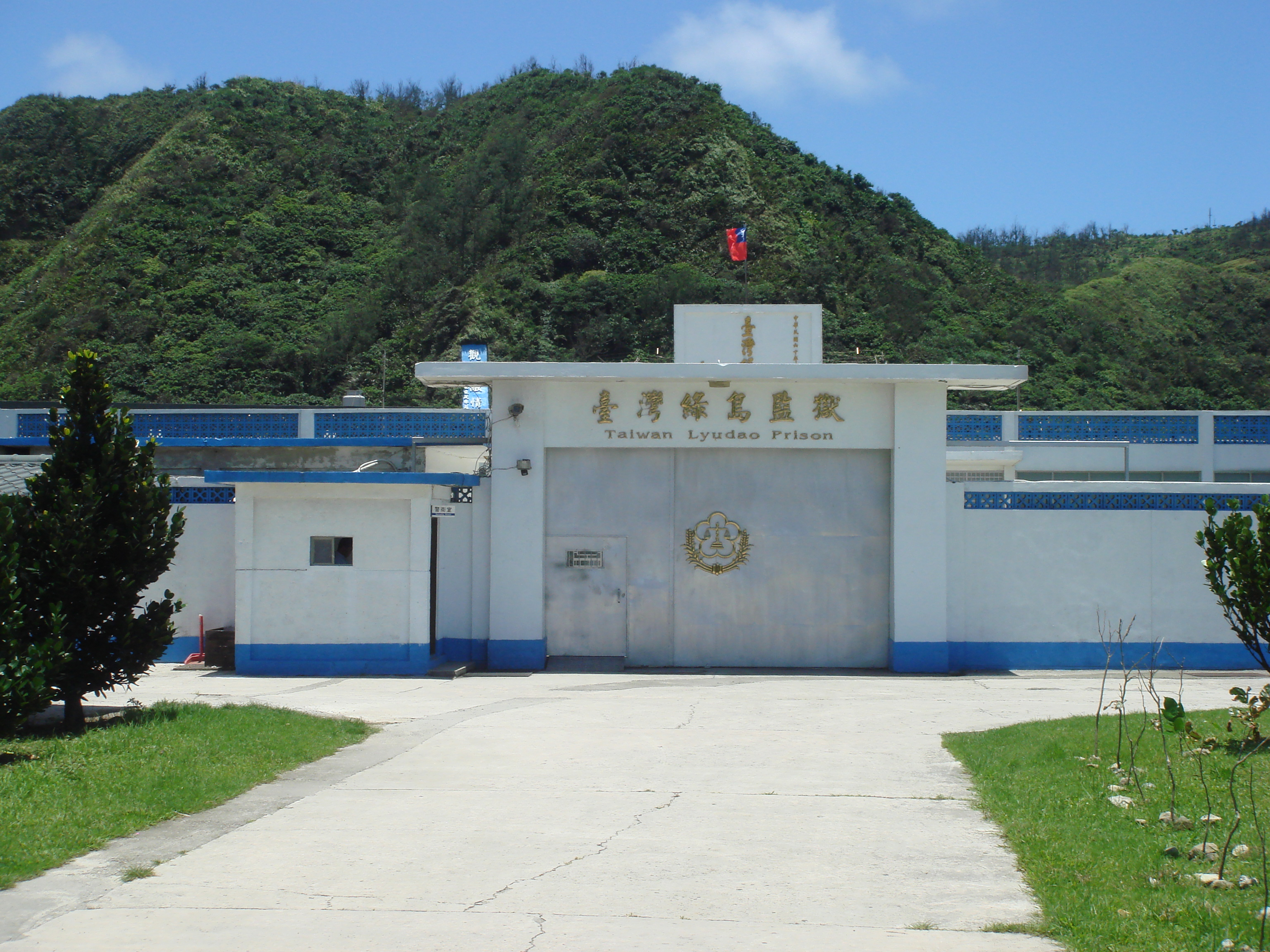
Prisão de Lyudao.

A Ilha Verde (chinês tradicional: 綠島, chinês simplificado: 绿岛, pinyin: Lǜdǎo, Wade–Giles: Lü-tao; Pe̍h-ōe-jī: Le̍k-tó) é uma pequena ilha vulcânica no oceano Pacífico a cerca de 33 km da costa leste de Taiwan. Possui 15,092 km² durante a maré alta e 17,329 km² na maré baixa, tornando-se a quarta maior ilha do arquipélago de Taiwan. A ilha é administrada como parte do Município de Lüdao, um distrito rural do Condado de Taitung, sendo uma das duas áreas costeiras do condado (juntamente com a Ilha das Orquídeas). Ela é principalmente conhecida por suas prisões e colônias penais.
O nome Ilha Verde é um calque do nome chinês da ilha, Lü Dao ou Lu Tao, sendo adotado em 1 de agosto de 1949, a mando de Huang Shih-hung (黃式鴻), o magistrado de Taitung. Antes de 1949, era conhecida como Ilha Bonfire (chinês tradicional: 火燒島, chinês simplificado: 火烧岛, pinyin: Huǒshāo Dǎo, Wade–Giles: Huo-shao Tao), dado a partir de seu antigo nome japonês Kasho-to. No século XIX, também foi chamada de Ilha Samasana devido a seu nome de origem amis, Sanasai.
A ilha foi originalmente habitada pelos aborígenes Amis.

## História

### Naufrágios
A ilha possui um histórico de naufrágios em sua proximidade, como em março de 1864, onde a embarcação britânica, Susan Douglas, saiu de seu curso e naufragou na ilha, obrigando seu capitão a navegar de barco até Kaohsiung. A Marinha Real Britânica resgatou o restante dos sobreviventes.
Em 11 de dezembro de 1937 um transatlântico americano encalhou em um arrecife na baía de Zhongliao devido a um tufão. Todos os 503 passageiros e 330 tripulantes sobreviveram e, nos dias seguintes, foram retirados da ilha por navios de carga.
Devido a estes casos os Estados Unidos contribuíram financeiramente com a Cruz Vermelha Americana para a construção de um farol próximo ao vilarejo de Zhongliao. O Farol de Lutao, ou Lyudao, foi projetado por engenheiros japoneses e construído por moradores locais em 1938, o farol possui 33,3 metros de altura.

### Prisões
A Ilha Verde inicialmente serviu como local de exílio para prisioneiros políticos durante o período histórico em que a lei marcial foi implantada em Taiwan sob o governo do partido Kuomintang, o período ficou conhecido como Terror Branco de Taiwan. Após a libertação dos prisioneiros, entre as décadas de 1940 e 1980, muitos passaram a compor o Partido Democrático Progressista, sendo o mais notável o ativista político Shih Ming-teh.